# Abhinn Shyam Gupta
Abhinn Shyam Gupta (ur. 22 października 1979 w Allahabad) – indyjski zawodnik badmintona.
W 1998 zdobył drużynowo srebro na Igrzyskach Wspólnoty Narodów. W 2004 zdobył drużynowo złoto i indywidualnie srebro w grze pojedynczej na Igrzyskach Azji Południowej, a także brał udział w grze pojedynczej mężczyzn na igrzyskach w Atenach – odpadł w 1/16 finału zajmując 17. miejsce. W tym samym roku uhonorowano go nagrodą Arjuna Award. 